# Trevor Howard
Trevor Wallace Howard-Smith CBE (Cliftonville, 29 de septiembre de 1913-Bushey 7 de enero de 1988), conocido como Trevor Howard, fue un actor británico de cine y televisión, ganador de los premios BAFTA y Emmy. Referente e icono de grandes títulos del cine clásico como Breve encuentro o El tercer hombre, participó en otras películas célebres como La vuelta al mundo en 80 días, Rebelión a bordo, Supermán y Gandhi.

## Primeros años
Howard nació en Cliftonville, en el condado de Kent. Educado en el Clifton College, Bristol, posteriormente entró en la Real Academia británica de arte dramático y debutó en los escenarios londinenses en 1934. Durante la Segunda Guerra Mundial, sirvió para la RAF. El 8 de septiembre de 1944, se casaría con su primer y único amor, Helen Cherry (1915-1988), hasta su muerte en 1988.

## Carrera artística
Howard hizo su debut delante de las cámaras en 1944 con la película The Way Ahead de Carol Reed. Pero pronto pudo demostrar sus aptitudes ya que David Lean le ofrecería uno de sus papeles por el que pasará a la historia: el del romántico doctor Alec Harvey en Breve encuentro (Brief Encounter) (1945). Después de este papel, los papeles para Howard aparecerían sin parar. Su gran estatura le abrió las puertas del actor galán aunque también empezó a buscar otros registros, como el memorable mayor Calloway de El tercer hombre (The third man) (1949) de Carol Reed. 
A mediados de los 50, Trevor Howard ya era un actor requerido por producciones desde Estados Unidos. Sin duda, es memorable su interpretación del borracho Walter Morel en la adaptación de la obra de D. H. Lawrence Hijos y amantes (Sons and Lovers) (1960), interpretación por la cual se ganó su primera y única nominación a los Oscar. Por el contrario, obtuvo cinco nominaciones de los Premios BAFTA británicos, ganándolo por La llave de Carol Reed en 1958. 
Durante la década de los 60, lograría alternar algunas películas menores con interpretaciones que pasarán a la historia como la del capitán Bligh en Rebelión a bordo (Mutiny on the Bounty) (1962) de Lewis Milestone. En esta película, Howard se ofrece como el mejor antagonista posible para Marlon Brando. Aparte del largo de Milestone, Howard destaca en La última carga (1968), La hija de Ryan (1972) o Luis II de Baviera (1973). 
Hombre sencillo de escrupulosa privacidad, declinó el título de Sir británico y tan solo especificaba en sus contratos no trabajar siempre que hubiese un partido internacional de cricket (Test match). Moriría a causa de una cirrosis hepática el 7 de enero de 1988 en Bushey, en el condado de Hertfordshire. Hoy en día, la memoria del actor se preserva a través del bar del Orange Tree Theatre de Richmond, que lleva su nombre.

## Filmografía
- Breve encuentro (1946) (Brief Encounter), de David Lean.
- Me hicieron un fugitivo (1947) (They Made Me a Fugitive) de Alberto Cavalcanti.
- El tercer hombre (1949) (The Third Man) de Carol Reed.
- Amigos apasionados (1949) (The Passionate Friends) de David Lean.
- Trágica obsesión (1951) (The Clouded Yellow) de Ralph Thomas.
- El desterrado de las islas (1952) (Outcast of the Islands) de Carol Reed.
- La mano del extranjero (1952) (The Stranger's Hand) de Mario Soldati.
- Infierno de los héroes (1955) (The Cockleshell Heroes) de José Ferrer.
- Huida hacia el sol (1956) (Run for the Sun) de Roy Boulting.
- La vuelta al mundo en 80 días (1956) (Around the World in Eighty Days) de Michael Anderson.
- Manuela (1957) (Manuela), de Guy Hamilton.
- Policía internacional (1957) (Interpol) de John Gilling.
- La llave (1958) (The Key), de Carol Reed.
- Las raíces del cielo (1958) (The Roots of Heaven) de John Huston.
- Hijos y amantes (1960) (Son and lovers), de Jack Cardiff.
- El león (1962) (The Lion) de Jack Cardiff.
- Rebelión a bordo (1962) (Mutiny on the Bounty) de Lewis Milestone.
- Entre dos fuegos (1964) (Man in the Middle) de Guy Hamilton.
- Operación whisky (1964) (Father Goose) de Ralph Nelson.
- Operación Crossbow (1965) (Operation Crossbow) de Michael Anderson.
- El liquidador (1965) (The liquidator), de Jack Cardiff.
- Morituri (1965) (Morituri) de Bernhard Wicki.
- El coronel Von Ryan (1965) (Von Ryan’s Express) de Mark Robson.
- Las amapolas también son flores (1966) (Poppies Are Also Flowers) de Terence Young.
- Triple Cross (1966) (Triple Cross) de Terence Young.
- La leyenda de un valiente (1967) (The Long Duel) de Ken Annakin.
- La heredera de Singapur (1967) (Pretty Polly) de Guy Green.
- La última carga (1968) (The Charge of the Light Brigade) de Tony Richardson.
- La batalla de Inglaterra (1969) (Battle of Britain) de Guy Hamilton.
- Twinky (1969) (Twinky) de Richard Donner.
- La hija de Ryan (1970) (Ryan’s Daughter) de David Lean.
- María, reina de Escocia (1972) (Mary, Queen of Scots) de Charles Jarrott.
- David y Catriona (1971) (Kidnapped) de Delbert Mann.
- Con los dedos cruzados (1971) (To Catch a Spy) de Dick Clement.
- El visitante nocturno (1971) (The Night Visitor) de László Benedek.
- Luis II de Baviera (1972) (Ludwig) de Luchino Visconti.
- La papisa Juana (1972) (Pope Joan) de Michael Anderson.
- Chantaje contra una esposa (1973) (A Doll's House) de Joseph Losey.
- La ofensa (1973) (The Offence) de Sidney Lumet.
- Católicos (1973) (Catholics) de Jack Gold.
- Venganza macabra (1974) (The Graveyard), de Don Chaffey.
- Casa número 11 (1974) (11 Harrowhouse) de Aram Avakian.
- Culpable sin rostro (1975) (Conduct Unbecoming) de Michael Anderson.
- Jaque a la reina (1975) (Hennessy) de Don Sharp.
- El conde de Montecristo (1975) (The Count of Monte Cristo) de David Greene.
- Las pícaras aventuras de Tom Jones (1976) (The Bawdy Adventures of Tom Jones) de Cliff Owen.
- Mi bello legionario (1977) (The Last Remake of Beau Geste) de Marty Feldman.
- Superman: La Película (1978) (Superman) de Richard Donner.
- Esclavos (1978) (Slavers), de Jürgen Goslar.
- Huracán (1979) (Hurricane) de Jan Troell.
- A años luz (1979) (Les années lumière) de Alain Tanner.
- Meteoro (1979) (Meteor) de Ronald Neame.
- Lobos marinos (1980) (The Sea Wolves) de Andrew V. McLaglen.
- Gandhi (1982) (Gandhi) de Richard Attenborough.
- El caballero verde (1982) (Sword of the Valiant: The Legend of Sir Gawain and the Green Knight) de Stephen Weeks.
- Y la banda toca y toca (1982) (The Shillingbury Blowers), de Val Guest.
- Dust (Dust) (1985), de Marion Haensel.
- Un tipo raro (1986) (Foreign Body) de Ronald Neame.
- Pasiones en Kenia (1987) (White Mischief) de Michael Radford.
- Shaka Zulú (1987) (Shaka Zulu), de William C. Faure.
- Reto al diablo (1988) (The Unholy), de Camilo Vila.
- The Dawning (1988) (The Dawning), de Robert Knights.

## Premios y distinciones
Premios Óscar
| Año  | Categoría   | Película        | Resultado |
| ---- | ----------- | --------------- | --------- |
| 1961 | Mejor actor | Hijos y amantes | Nominado  |

Premios BAFTA
| Año  | Categoría                           | Película                | Resultado |
| ---- | ----------------------------------- | ----------------------- | --------- |
| 1980 | Premio al mejor actor de televisión | Staying On              | Candidato |
| 1968 | Premio al mejor actor               | La última carga         | Candidato |
| 1959 | Premio al mejor actor               | La llave                | Ganador   |
| 1957 | Premio al mejor actor               | Manuela                 | Candidato |
| 1953 | Premio al mejor actor               | The Heart of the Matter | Candidato |

Premios Globos de Oro
| Año  | Categoría                           | Película        | Resultado |
| ---- | ----------------------------------- | --------------- | --------- |
| 1987 | Premio al mejor actor de televisión | Christmas Eve   | Candidato |
| 1971 | Premio al mejor actor               | La hija de Ryan | Candidato |
| 1961 | Premio al mejor actor               | Hijos y amantes | Candidato |

Premios Emmy
| Año  | Categoría                              | Película                               | Resultado |
| ---- | -------------------------------------- | -------------------------------------- | --------- |
| 1963 | Emmy al mejor actor principal de drama | The Invincible Mr. Disraeli            | Ganador   |
| 1966 | Emmy al mejor actor principal de drama | Hallmark Hall of Fame: Eagle in a Cage | Nominado  |
| 1975 | Emmy al mejor actor principal de drama | El conde de Montecristo                | Nominado  |